# 萨拉赫·巴尔达维尔
萨拉赫·巴尔达维尔（阿拉伯语： ‎，1959年—2025年3月23日）是巴勒斯坦政治人物，曾担任哈马斯政治局高级成员和该组织发言人，任期至2025年。他还于2006年至2018年担任代表哈马斯的巴勒斯坦立法委员会成员直至议会解散。
西方媒体常常引用巴尔达维尔的话作为哈马斯观点和言论的来源。他于2018年3月对Quds新闻网表示，哈马斯愿意与美国进行对话。这一声明引发了巴勒斯坦民族权力机构和法塔赫的愤怒，他们认为哈马斯希望被外界视为巴勒斯坦人的主要代表。巴尔达维尔在2017年曾表示，由于美国的施压，巴勒斯坦的和解努力正在走向失败。
在美国决定将其大使馆从特拉维夫迁至耶路撒冷，并在2018年5月杀害巴勒斯坦抗议者后，许多消息来源引用巴尔达维尔的话称，以色列国防军士兵所杀的62人中有50人是哈马斯成员。以色列军队此前声明，在加沙边境抗议活动中被杀的62名巴勒斯坦人中有50人是激进分子。同时伊斯兰圣战组织也表示，这62名死者中有3人是其军事部门的成员。
2025年3月23日，以色列空袭了位于汗尤尼斯以西的一处帐篷，导致巴尔达维尔和他的妻子遇难。